# Fidel Dávila Arrondo
Pour les articles homonymes, voir Arrondo.
Fidel Dávila Arrondo (Barcelone, 1878 - Madrid, 1962) est un militaire espagnol. Il participe en juillet 1936 au soulèvement militaire contre la Seconde République espagnole qui va provoquer la guerre civile.

## Biographie
Il combat à Cuba en tant qu'officier d'infanterie pendant la guerre de 1898, ce qui lui vaut la Croix du mérite militaire. Par la suite, il fait partie de l’État major de l'Armée. Il est fait lieutenant-colonel et envoyé au Protectorat espagnol au Maroc. En 1929, il est fait général de brigade, assigné à la VIIe Région militaire.
Après les réformes militaires menées à bien par le président de la Seconde République Manuel Azaña, il sollicite l'autorisation de s'incorporer à la réserve et de s'installer à Burgos, où il participe à la conspiration militaire pour renverser le gouvernement du Front populaire. La nuit du 18 au 19 juillet 1936, il occupe le gouvernement civil de Burgos. Dávila est membre de la Junte de Défense nationale et président de la Junte Technique de l’État, origine de l'administration publique en zone autoproclamée nationale et chef d’État Major de l’Armée.
Après la mort du général Mola dans un accident d'avion, il prend le commandement de l'Armée du Nord, avec laquelle il conquiert la Biscaye, Santander (l'actuelle Cantabrie) et les Asturies (voir Bataille de Santander), ce qui cause la disparition du Front Nord républicain, et va déséquilibrer le sort de la guerre en faveur du camp franquiste. À titre personnel, Dávila est nommé en février 1938 ministre de la Défense pendant le premier gouvernement de Francisco Franco, en même temps qu'il est fait lieutenant-général.
Il va faire en sorte d'isoler la Catalogne pendant l'offensive d'Aragon ; il participe à la bataille de Teruel, la bataille de l'Ebre, et l'occupation franquiste de la Catalogne.
Une fois la guerre terminée, il occupe en août 1939 le poste de capitaine général de la IIe Région militaire, et celui de chef du haut État-Major. En juillet 1945, il est désigné de nouveau ministre de l'Armée et en 1949 il dirige le gouvernement pendant 9 jours. Deux ans plus tard, en 1951, il fait partie du Conseil du Royaume et est ensuite nommé président du Conseil supérieur géographique.